# Ring of changes (BJH)
Ring of changes is een studioalbum van Barclay James Harvest (BJH).

## Inleiding
BJH was in die dagen ongekend populair in Duitsland; vijf albums van de band haalden de top 10 in de Duitse albumlijst. De inkomsten daaruit zorgden er wel voor, dat de band vanwege belastingen grotendeels buiten het Verenigd Koninkrijk verbleef. Zo werd ook in 1982 gekozen voor een geluidsstudio in Duitsland. Muziekproducent Frank Farian had net zijn Far Studio laten ombouwen van analoog naar digitaal en dat leek BJH wel wat; Pip Williams zou de muziekproducent van dienst worden. Williams zou ook de arrangementen voor het orkest verzorgen. Hij had een behoorlijke staat van dienst opgebouwd met werk voor Bardot (hitje Witchfire), Moody Blues (albums Long Distance Voyager en The Present) en Status Quo (Whatever you want etc.). Williams wilde de digitale techniek snel onder de vingers krijgen. Echter de studio was dermate nieuw, dat de band en producer het merendeel zelf moesten uitzoeken, terwijl er al een tournee gepland was. BJH vertrok daarom uit de studio, stelde het album uit, wikkelde de tournee van oktober tot december af en kwam in januari 1983 terug. De toetsenist Kevin Mcalea werd daarbij vervangen door Bias Boshell; hij was bekend als schrijver van I've got the music in me van Kiki Dee. 
Ondertussen was platenlabel Polydor bezig aan de promotieslag voor het aankomend album. Met de komst van de compact discspeler was er namelijk wel veel “oud” materiaal naar het nieuwe medium overgezet, maar een nieuw product gelijktijdig via dit medium en andere uitbrengen was nog niet vaak voorgekomen. Polydor bracht het album op 16 mei 1983 uit, op cd, elpee en chroom muziekcassette. 
Albumtitel Ring of changes verwijst naar de veranderingen die de band onderging, geluidsstudio, producer etc. 
De platenhoes (voor elpee in diepdruk) liet een gestileerde versie van een atoom zien, nabij of de atoomkern zit een vlinder; het logo van BJH. De tekst van de liedjes was in cirkels rond het midden weergegeven, grafisch wel vernieuwend, maar het bleek ondoenlijk om te lezen. 

## Musici
- John Lees – gitaren, zang
- Les Holroyd – basgitaar, zang
- Mel Pritchard – drumstel

met
- Bias Boshell – toetsinstrumenten
- Kevin McAlea – toetsinstrumenten op Midnight drug
- Henry Morris - achtergrondzang
- New World Philharmonic Orchestra o.l.v. David Katz; opgenomen in RAK Studios

## Muziek
| Nr. | Titel                                     | Duur |
| --- | ----------------------------------------- | ---- |
| 1.  | Fifties child (Lees)                      | 4:18 |
| 2.  | Looking from the outside (Holroyd)        | 5:17 |
| 3.  | Teenage heart (Lees)                      | 4:30 |
| 4.  | High wire (Holroyd)                       | 5:04 |
| 5.  | Midnight drug (Lees)                      | 5:13 |
| 6.  | Waiting for the right time (Holroyd)      | 6:19 |
| 7.  | Just a day away (Forever tomorrow) (Lees) | 4:12 |
| 8.  | Paraiso dos cavalos (Lees)                | 5:51 |
| 9.  | Ring of changes (Holroyd)                 | 7:17 |

Fifties child gaat over de teleurstelling van een idealist, die idealen in de jaren 60 en 70 verwezenlijkt zag worden, maar ook de teloorgang daarvan weer meemaakte. Looking from the outside gaat over relatieproblemen in het algemeen, maar werd in terugblik gezien als een teken van onmin tussen Lees en Holroyd; de band zou destijds alleen tot resultaat zijn gekomen door de bindende factor Williams. Paraiso dos cavalos (Paradijs voor paarden) is een terugblik van Lees op een verblijf in Quinta do Lago waarbij veelvuldig werd paard gereden; namen in het lied verwijzen naar paarden.

## Ontvangst
De ontvangst van albums van BJH was altijd een probleem; degelijke muziek maar net niet. Dat gold ook voor dit album. Fans in Duitsland en Zwitserland hadden daar maling; in Duitsland stond het 22 weken in de albumlijst en haalde plaats 4. Nederland noteerde bescheiden, 3 weken met hoogste notering plaats 38, de noteringen in Engeland waren navenant: 4 weken, hoogste 36.

## Heruitgave
In 2012 werd een heruitgave verzorgd door Esoteric Recordings met enkele extra tracks. Daarbij werd geconstateerd dat het typisch jaren 80 geluid gedateerd aandeed.

## Moody Blues
BJH werd wel aangeduid als de Poor man's Moody Blues, zoals ook werd bezongen door BJH zelf op Gone to earth. De keus voor muziekproducent Pip Williams was derhalve bijzonder; die had net werk met de Moodies afgeleverd. Boshell zou na BJH toetreden tot Moody Blues als plaatsvervanger van Patrick Moraz; hij zou tot in de jaren nul met die band toeren. 